# 褚氏 (范法恂妻)
褚氏，南朝齐女性人物，吴郡范法恂的妻子。
褚氏勤苦操持妇业。南朝宋昇明年间，孙昙瓘谋反亡命，褚氏对其子范僧简曰：“孙越州是我婆婆的姐姐的儿子，与你父亲是姨表兄弟，交情则情义比古人还重。逃窜时如果不免被抓，你应该为他收葬。”孙昙瓘伏法，褚氏令范僧简前往敛葬。南朝齐永明年间，褚氏七十余岁去世。范僧简在都城建康，听说母亲得病驰归，未至而褚氏已卒，将殡敛，抬不起她的尸体，不久范僧简就到了。